# Ковач, Иштван (футболист)
И́штван Ко́вач (венг. Kovács István; род. 27 марта 1992, Сомбатхей, Венгрия) — венгерский футболист, атакующий полузащитник. Выступал в сборной Венгрии.

## Клубная карьера
18 января 2012 года было объявлено о том, что Ковач подписал контракт с клубом «Видеотон» (ныне «МОЛ Види»), перейдя туда из скромного «Халадаша».

## Международная карьера
За сборную Венгрии Ковач дебютировал 22 марта 2013 года в матче против Румынии, выйдя на замену на 78 минуте.